# Alto Parnaíba (gemeente)
Alto Parnaíba is een gemeente in de Braziliaanse deelstaat Maranhão. De gemeente telt 10.640 inwoners (schatting 2009).